# Péninsule de Satsuma
Pour les articles homonymes, voir Satsuma.
La péninsule de Satsuma (薩摩半島, Satsuma-hantō) est une péninsule située dans le sud-ouest de l'île de Kyushu au Japon. Elle est bordée par la péninsule d'Ōsumi à l'est et, au-delà de la baie de Kagoshima, par la mer de Chine orientale à l'ouest.
Dans cette péninsule se trouve la capitale de la préfecture de Kagoshima : Kagoshima. Et, à sa pointe sud, se dresse le mont Kaimon, haut de 924 m.

## Source de la traduction
- (en) Cet article est partiellement ou en totalité issu de l’article de Wikipédia en anglais intitulé « Satsuma Peninsula » (voir la liste des auteurs).